# Provinz Suruga

Karte der japanischen Provinzen, Suruga rot markiert

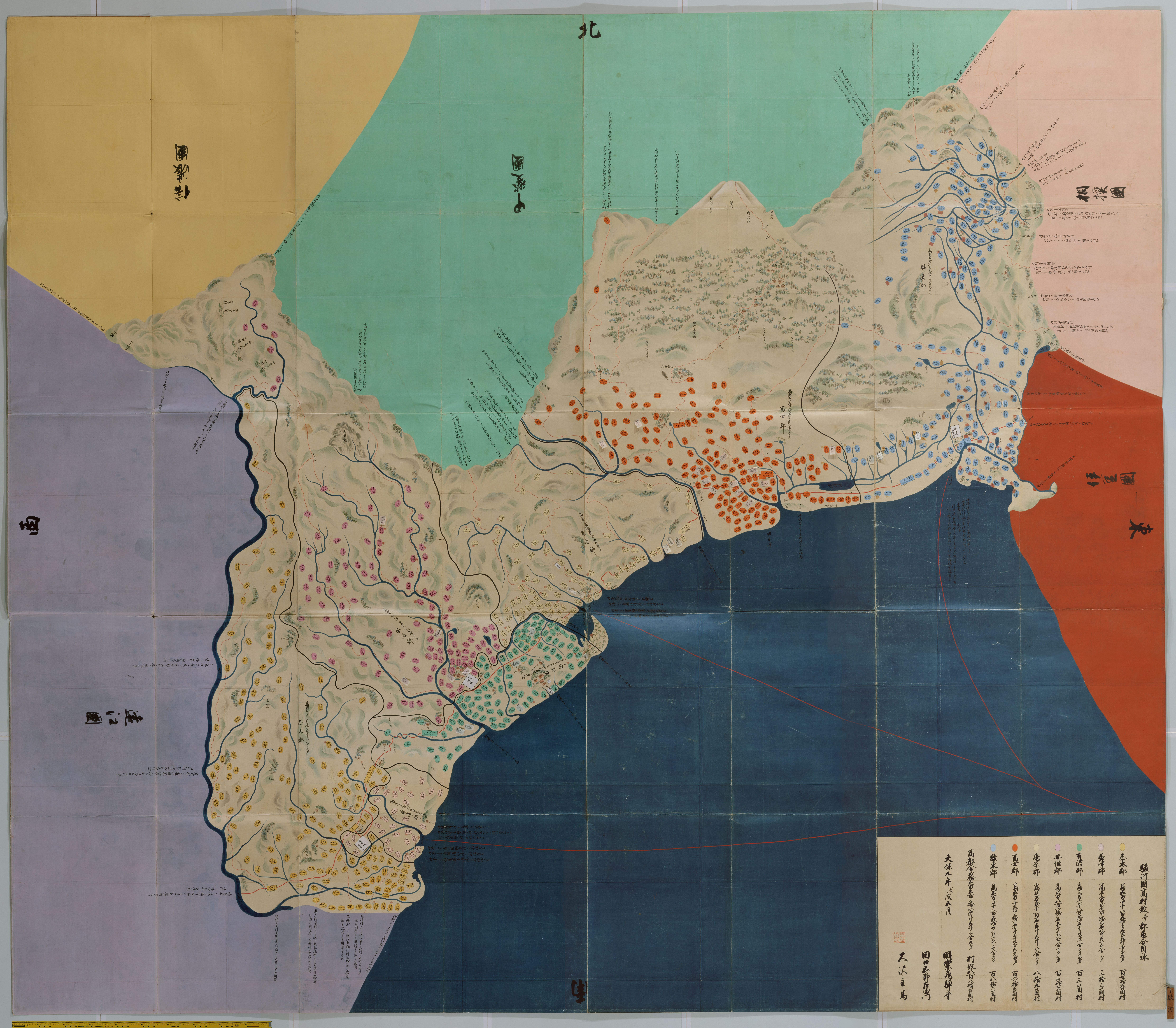
Historische japanische Karte von Suruga aus dem Jahr Tempō 9 (gregorianisch 1838–39) mit Flüssen, einigen Bergen/Gebirgen, Hauptstraßen (rote Linien, die dickere Linie ist die Tōkaidō), Städten/Wegstationen (farbige Rechtecke), Dörfern (farbige Ovale) samt ihrer Nominalerträge (Kokudaka), den sieben Landkreisen von Suruga (Füllfarben der Städte und Dörfer & schwarze Grenzlinien) samt ihrer Nominalerträge, Burgen/Fürstensitzen (weiße Rechtecke); aus 天保國繪圖 (etwa „Tempō-Provinz-/Regionalkarten“)

Suruga (jap. 駿河国, Suruga no kuni) oder Sunshū (駿州) war eine der historischen Provinzen Japans auf dem Gebiet der heutigen östlichen Präfektur Shizuoka. Suruga grenzte an die Provinzen Izu, Kai, Sagami, Shinano und Tōtōmi.
Die alte Hauptstadt (kokufu) war Sumpu (駿府, heute: Shizuoka), eine Kurzform von Suruga Fuchū (駿河府中, dt. „Hauptstadt von Suruga“), die auch in der Feudalzeit die wichtigste Stadt blieb. Die Provinz wurde über den größten Teil der Sengoku-Zeit von der Familie Imagawa beherrscht.
Nachdem Imagawa Yoshimoto durch Oda Nobunaga besiegt worden war, wurden die Imagawa entmachtet, und die Provinz wurde von Takeda Shingen eingenommen. Später wurde sie von Tokugawa Ieyasu einem seiner Alliierten gegeben.
1991 wurde der Asteroid (4383) Suruga nach der historischen Provinz benannt.